# Teixidor de Clarke
El teixidor de Clarke (Ploceus golandi) és un ocell de la família dels ploceids (Ploceidae).

## Hàbitat i distribució
Habita els boscos de la zona costanera de l'est de Kenya.